# 掠夺者
《掠夺者》（英語：The Reivers）是威廉·福克纳的最后一部小说，死后得以在1962年出版，更於1963年獲普立茲小說獎。
在这些晚年作品中，福克纳表现了以宽恕和赎罪来救世的愿望。

## 情節
年老的卢修斯向孙子讲述了自己孩提时的故事：一个偶然的机会他得借一辆汽车去闯荡成人的世界，见识暴力、欺骗和卑鄙。经历了孟非斯和帕莎姆的一系列历险后，卢修斯成熟了，受到了道德的教育。